# Lycoperdon globosum
Lycoperdon globosum är en svampart som beskrevs av Bolton 1790. Lycoperdon globosum ingår i släktet Lycoperdon och familjen Agaricaceae.   Inga underarter finns listade i Catalogue of Life.